# Arrelles
Arrelles is een gemeente in het Franse departement Aube in de regio Grand Est. De plaats maakt deel uit van het arrondissement Troyes. Arrelles telde 88 inwoners op 1 januari 2022.

## Geografie
In het Bois de Fiel, het bosgebied ten oosten van Arrelles, zijn de fundamenten te vinden van de abbaye of prieuré Seche Fontaine. Op deze plek verbleef rond 1050 Sint Bruno met een aantal volgelingen. Hierna stichtte hij de Grande Chartreuse bij Grenoble. Opmerkelijk is dat in de buurt van Seche Fontaine ook oude Keltische grafheuvels zijn te vinden. Opgravingen in de 19e eeuw brachten kostbaarheden aan het licht die nu te vinden zijn in het historisch museum te Troyes. De Grand Randonne 24 die van Bar sur Seine naar Arelles voert (richting Vézelay) komt vlak langs zowel de grafheuvels als Seche Fontaine.
De oppervlakte van Arrelles bedraagt 14,36 vierkante kilometer; Op 1 januari 2022 was de bevolkingsdichtheid 6,1 inwoners per km².
De onderstaande kaart toont de ligging van Arrelles met de belangrijkste infrastructuur en aangrenzende gemeenten.

## Demografie
Onderstaande figuur toont het verloop van het inwonertal.
Vanwege een beveiligingsprobleem met de MediaWiki Graph-software is het momenteel niet mogelijk deze grafiek weer te geven. Zodra de software is bijgewerkt zal de grafiek vanzelf weer zichtbaar worden.
Arrelles · Assenay · Avirey-Lingey · Avreuil · Bagneux-la-Fosse · Balnot-la-Grange · Balnot-sur-Laignes · Bernon · Les Bordes-Aumont · Bouilly · Bragelogne-Beauvoir · Channes · Chaource · Chaserey · Chesley · Cormost · Coussegrey · Crésantignes · Cussangy · Étourvy · Fays-la-Chapelle · Les Granges · Javernant · Jeugny · Lagesse · Laines-aux-Bois · Lantages · Lignières · Lirey · La Loge-Pomblin · Les Loges-Margueron · Longeville-sur-Mogne · Machy · Maisons-lès-Chaource · Maupas · Metz-Robert · Montceaux-lès-Vaudes · Pargues · Praslin · Prusy · Les Riceys · Roncenay · Saint-Jean-de-Bonneval · Saint-Pouange · Sommeval · Souligny · Turgy · Vallières · Vanlay · La Vendue-Mignot · Villemereuil · Villery · Villiers-le-Bois · Villiers-sous-Praslin · Villy-le-Bois · Villy-le-Maréchal · Vougrey